# 오르예후다

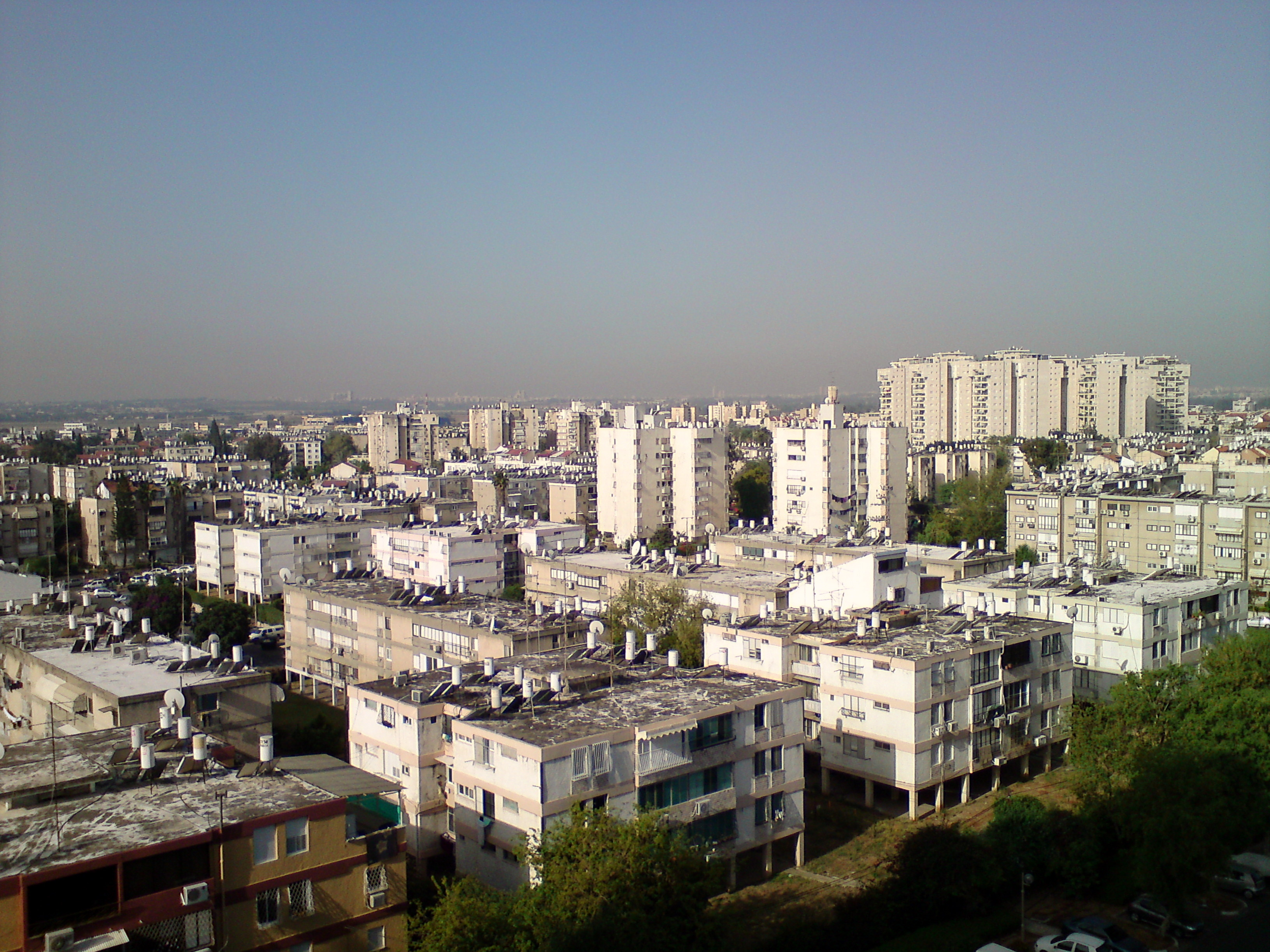
오르예후다

오르예후다(히브리어: אוֹר יְהוּדָה)는 이스라엘 텔아비브 구의 도시이다.
1949년 리비아와 튀르키예 출신의 유대인 이민자들이 정착해 설립되었으며, 1950년대 이라크 출신 유대인 이민자들이 유입되었다. 2955년 계획 도시로 지정되었으며, 1988년 시로 승격되었다.

## 같이 보기
- 이스라엘의 경제